# Montelbaanstoren
A Montelbaanstoren az egykori amszterdami városfal megmaradt tornya, az Oude Schans csatorna partján áll.

## Története
A torony alsó részét 1512-ben építették, egykor katonai őrposzt volt, ahonnan a kikötői forgalmat ellenőrizték. Az építmény a kihajózó tengerészek gyűlekezőpontjaként is szolgált. 1606-ban tornyot építettek a tetejére, amelyen órát helyeztek el. A szerkezet annyira megbízhatatlan volt, hogy Malle Jaapnak, Dilis Jancsinak nevezték el. Az épület ma az amszterdami víz- és csatornázási művekhez tartozik. 